# 2004年の日本
2004年の日本（2004ねんのにほん）では、2004年（平成16年）の日本の出来事・流行・世相などについてまとめる。

## 他の紀年法
日本では、西暦の他にも以下の紀年法を使用している。なお、以下の紀年法は西暦と月日が一致している。
- 元号
  - 平成16年
- 神武天皇即位紀元
  - 皇紀2664年
- 干支
  - 甲申（きのえ さる）

## カレンダー
| 1月 |    |    |    |    |    |    |
| 日  | 月 | 火 | 水 | 木 | 金 | 土 |
|     |    |    |    | 1  | 2  | 3  |
| 4   | 5  | 6  | 7  | 8  | 9  | 10 |
| 11  | 12 | 13 | 14 | 15 | 16 | 17 |
| 18  | 19 | 20 | 21 | 22 | 23 | 24 |
| 25  | 26 | 27 | 28 | 29 | 30 | 31 |
|     |    |    |    |    |    |    |

| 2月 |    |    |    |    |    |    |
| 日  | 月 | 火 | 水 | 木 | 金 | 土 |
| 1   | 2  | 3  | 4  | 5  | 6  | 7  |
| 8   | 9  | 10 | 11 | 12 | 13 | 14 |
| 15  | 16 | 17 | 18 | 19 | 20 | 21 |
| 22  | 23 | 24 | 25 | 26 | 27 | 28 |
| 29  |    |    |    |    |    |    |
|     |    |    |    |    |    |    |

| 3月 |    |    |    |    |    |    |
| 日  | 月 | 火 | 水 | 木 | 金 | 土 |
|     | 1  | 2  | 3  | 4  | 5  | 6  |
| 7   | 8  | 9  | 10 | 11 | 12 | 13 |
| 14  | 15 | 16 | 17 | 18 | 19 | 20 |
| 21  | 22 | 23 | 24 | 25 | 26 | 27 |
| 28  | 29 | 30 | 31 |    |    |    |
|     |    |    |    |    |    |    |

| 4月 |    |    |    |    |    |    |
| 日  | 月 | 火 | 水 | 木 | 金 | 土 |
|     |    |    |    | 1  | 2  | 3  |
| 4   | 5  | 6  | 7  | 8  | 9  | 10 |
| 11  | 12 | 13 | 14 | 15 | 16 | 17 |
| 18  | 19 | 20 | 21 | 22 | 23 | 24 |
| 25  | 26 | 27 | 28 | 29 | 30 |    |
|     |    |    |    |    |    |    |

| 5月 |    |    |    |    |    |    |
| 日  | 月 | 火 | 水 | 木 | 金 | 土 |
|     |    |    |    |    |    | 1  |
| 2   | 3  | 4  | 5  | 6  | 7  | 8  |
| 9   | 10 | 11 | 12 | 13 | 14 | 15 |
| 16  | 17 | 18 | 19 | 20 | 21 | 22 |
| 23  | 24 | 25 | 26 | 27 | 28 | 29 |
| 30  | 31 |    |    |    |    |    |
|     |    |    |    |    |    |    |

| 6月 |    |    |    |    |    |    |
| 日  | 月 | 火 | 水 | 木 | 金 | 土 |
|     |    | 1  | 2  | 3  | 4  | 5  |
| 6   | 7  | 8  | 9  | 10 | 11 | 12 |
| 13  | 14 | 15 | 16 | 17 | 18 | 19 |
| 20  | 21 | 22 | 23 | 24 | 25 | 26 |
| 27  | 28 | 29 | 30 |    |    |    |
|     |    |    |    |    |    |    |

| 7月 |    |    |    |    |    |    |
| 日  | 月 | 火 | 水 | 木 | 金 | 土 |
|     |    |    |    | 1  | 2  | 3  |
| 4   | 5  | 6  | 7  | 8  | 9  | 10 |
| 11  | 12 | 13 | 14 | 15 | 16 | 17 |
| 18  | 19 | 20 | 21 | 22 | 23 | 24 |
| 25  | 26 | 27 | 28 | 29 | 30 | 31 |
|     |    |    |    |    |    |    |

| 8月 |    |    |    |    |    |    |
| 日  | 月 | 火 | 水 | 木 | 金 | 土 |
| 1   | 2  | 3  | 4  | 5  | 6  | 7  |
| 8   | 9  | 10 | 11 | 12 | 13 | 14 |
| 15  | 16 | 17 | 18 | 19 | 20 | 21 |
| 22  | 23 | 24 | 25 | 26 | 27 | 28 |
| 29  | 30 | 31 |    |    |    |    |
|     |    |    |    |    |    |    |

| 9月 |    |    |    |    |    |    |
| 日  | 月 | 火 | 水 | 木 | 金 | 土 |
|     |    |    | 1  | 2  | 3  | 4  |
| 5   | 6  | 7  | 8  | 9  | 10 | 11 |
| 12  | 13 | 14 | 15 | 16 | 17 | 18 |
| 19  | 20 | 21 | 22 | 23 | 24 | 25 |
| 26  | 27 | 28 | 29 | 30 |    |    |
|     |    |    |    |    |    |    |

| 10月 |    |    |    |    |    |    |
| 日   | 月 | 火 | 水 | 木 | 金 | 土 |
|      |    |    |    |    | 1  | 2  |
| 3    | 4  | 5  | 6  | 7  | 8  | 9  |
| 10   | 11 | 12 | 13 | 14 | 15 | 16 |
| 17   | 18 | 19 | 20 | 21 | 22 | 23 |
| 24   | 25 | 26 | 27 | 28 | 29 | 30 |
| 31   |    |    |    |    |    |    |
|      |    |    |    |    |    |    |

| 11月 |    |    |    |    |    |    |
| 日   | 月 | 火 | 水 | 木 | 金 | 土 |
|      | 1  | 2  | 3  | 4  | 5  | 6  |
| 7    | 8  | 9  | 10 | 11 | 12 | 13 |
| 14   | 15 | 16 | 17 | 18 | 19 | 20 |
| 21   | 22 | 23 | 24 | 25 | 26 | 27 |
| 28   | 29 | 30 |    |    |    |    |
|      |    |    |    |    |    |    |

| 12月 |    |    |    |    |    |    |
| 日   | 月 | 火 | 水 | 木 | 金 | 土 |
|      |    |    | 1  | 2  | 3  | 4  |
| 5    | 6  | 7  | 8  | 9  | 10 | 11 |
| 12   | 13 | 14 | 15 | 16 | 17 | 18 |
| 19   | 20 | 21 | 22 | 23 | 24 | 25 |
| 26   | 27 | 28 | 29 | 30 | 31 |    |
|      |    |    |    |    |    |    |

## 在職者
- 天皇: 明仁
- 内閣総理大臣: 小泉純一郎（自由民主党）
- 内閣官房長官: 福田康夫（自由民主党）、5月7日より細田博之（自由民主党）
- 最高裁判所長官: 町田顯
- 衆議院議長: 河野洋平（自由民主党）
- 参議院議長: 倉田寛之（自由民主党）、7月30日より扇千景（自由民主党）
- 国会: 第159回 (常会, 1月19日-6月15日)、第160回 (臨時会, 7月30日-8月6日)、第161回 (臨時会, 10月12日-12月3日)

## 世相
- 電話で身内を装い金銭を騙し取るオレオレ詐欺（振り込め詐欺）が多発、警察官や弁護士を名乗った複数人が登場するなど手口も巧妙化（劇団詐欺）。
- 4月7日のイラク日本人人質事件で自己責任論が強まる。
- 政治家の年金未納が明らかになる中での年金法案強行採決は、国民の政治不信に。
- NHKの「冬のソナタ」がきっかけで主婦層に韓流ブームが起きる。
- 上越新幹線脱線事故: 営業開始から40年間、営業線上で脱線事故を起こしたことのなかった新幹線が、新潟県中越地震により、初めて脱線事故を起こした。
- プロ野球で再編問題が浮上。ライブドアと楽天の新規参入争いが注目される。ストライキで9月18日・19日の試合が中止になった。
- イチローのメジャー大記録や、アテネオリンピックの日本人メダルラッシュによりナショナルアイデンティティを高める現象が起きた。
- この年を最後に日本の人口の永続的な自然増（出生数が死亡数を上回る状態）が終わり、翌2005年には戦後初めて自然減に転じた。ただし2006年に再び一時的な自然増に転じたことに加え、外国人の転入増加による社会増も影響し、総人口のピークはこの年ではなく2008年となっている（「日本の人口統計」も参照）。

### 2004年の流行語
「チョー気持ちいい」（北島康介）が新語・流行語大賞の年間大賞を受賞した（その他の受賞語は後節「#流行語」も参照）。

### 2004年の漢字
「災」・・・自然災害が多かったことから（#自然災害も参照）、この漢字が選ばれた。また、「災い転じて福となす」という意味もこめられている。

### 周年
- 1月1日 - 九州朝日放送（KBCラジオ）開局50周年。
- 1月7日 - 昭和天皇崩御から15年。
- 1月8日 - 平成改元から15年。
- 1月10日 - NHK教育開局45周年。
- 1月17日 - 大阪国際空港開港65周年。
- 1月26日 - モンチッチ誕生30周年。
- 1月27日 - 全日空機成田空港オーバーラン事故から1年。
- 2月1日 - テレビ朝日開局45周年。
- 3月1日
  - NHK大阪・名古屋テレビジョン放送開始50周年。
  - フジテレビ開局45周年。
  - アメリカの水爆実験（ブラボー実験）による第五福竜丸乗組員などの被爆から50年。
- 3月17日 - 安室奈美恵実母殺害事件から5年。
- 4月1日
  - 第1回選抜中等学校野球大会から80年。
  - 日本人の海外観光渡航自由化から40年。
  - テレビ和歌山開局30周年。
  - 鹿児島讀賣テレビ開局10周年。
  - 河内長野市市制施行50周年。
- 4月6日 - ひょっこりひょうたん島放送40周年。
- 4月7日 - 宝塚ファミリーランドの営業終了から1年。
- 4月12日 - テレビ東京開局40周年。
- 4月14日 - 光市母子殺害事件から5年。
- 4月21日 - 携帯型ゲーム機「ゲームボーイ」発売15周年。
- 4月26日 - 中華航空140便墜落事故から10年。
- 4月28日 - 経済協力開発機構（OECD）加盟40周年。
- 5月15日 - 東京都江東区豊洲のセブンイレブン日本1号店の開店30周年。
- 5月20日 - 泉南郡熊取町小4女児誘拐事件から1年。
- 5月30日 - 電子掲示板「2ちゃんねる（現・5ちゃんねる）開設5周年。
- 6月1日 - 近畿日本鉄道（近鉄）設立60周年。
- 6月2日 - ユニクロ1号店開店20周年。
- 6月14日 - 八尾市ヤミ金心中事件から1年。
- 6月16日 - 新潟地震から40年。
- 6月20日 - 福岡一家4人殺害事件から1年。
- 6月27日 - 松本サリン事件から10年。
- 7月1日 - 長崎男児誘拐殺人事件から1年。
- 7月15日 - ニッポン放送開局50周年。
- 7月20日 - 湖西線開業30周年。
- 7月23日 - 全日空61便ハイジャック事件から5年。
- 8月1日 - 阪神甲子園球場開場80周年。
- 8月10日 - 沖縄都市モノレール線（ゆいレール）開業1周年。
- 8月18日 - 熊谷男女4人殺傷事件から1年。
- 9月4日 - 関西国際空港開港10周年。
- 9月8日 - 池袋通り魔殺人事件から5年。
- 9月16日
  - 日本中央競馬会発足50周年。
  - 名古屋立てこもり放火事件から1年。
- 9月17日 - 東京モノレール開業40周年。
- 9月27日 - 横浜ベイブリッジ開通15周年。
- 9月29日 - 下関通り魔殺人事件から5年。
- 9月30日 - 東海村JCO臨界事故から5年。
- 10月1日
  - 東海道新幹線開業40周年。
  - 東海道新幹線品川駅開業1周年。
- 10月3日 - ダウンタウンのガキの使いやあらへんで!!（日本テレビ）放送開始から15年。
- 10月5日 - テレビアニメ『サザエさん』放送開始から35年。
- 10月6日 - 日本の政府開発援助（ODA）開始50周年。
- 10月9日 - 幕張メッセ開場15周年。
- 10月10日
  - 1964年東京オリンピック開幕から40周年。
  - ワンカップ大関発売40周年。
- 10月20日 - アニメ『ONE PIECE』放送開始5周年。
- 10月24日 - 視聴率不正操作事件から1年。
- 10月25日 - コアラが来日して20周年。
- 10月26日 - 桶川ストーカー殺人事件から5年。
- 11月1日 - ハローキティ誕生30周年。
- 11月3日 - ゴジラ誕生50周年。
- 11月4日 - 坂本弁護士一家殺害事件発生から15年。
- 11月22日 - 文京区幼女殺人事件から5年。
- 11月28日 - 東名高速飲酒運転事故から5年。
- 12月1日 - 地上デジタルテレビ放送の開始から1年。
- 12月3日 - 家庭用ゲーム機「PlayStation」発売10周年。
- 12月18日 - 館山市一家4人放火殺人事件から1年。
- 12月21日 - 京都小学生殺害事件から5年。

## できごと

### 1月
- 1月1日
  - 明治生命と安田生命が合併し、明治安田生命が誕生。
  - 読売新聞西部本社が北九州市の旧社屋から福岡市の新社屋に移転。
  - 小泉純一郎首相、靖国神社に元旦参拝。
- 1月11日 - 埼玉県川島町で体験スカイダイビング（タンデムジャンプ）を行っていた2名のパラシュートが開かず墜落死する事故が発生（埼玉川島町体験スカイダイビング墜落事故）[1]。
- 1月12日 - 山口県阿東町の養鶏場で日本国内では1925年（大正14年）以来79年ぶりとなる鳥インフルエンザの発生が確認される[2]。
- 1月19日 - 自衛隊イラク派遣開始。陸上自衛隊先遣隊がイラク国内に入る（初めての陸上自衛隊の戦闘地域への派遣）。
- 1月25日 - 大阪府岸和田市で岸和田中学生虐待事件が判明。発見当時の被害者少年の体重は24 kgだった。
- 1月30日 - 東急東横線横浜駅 - 桜木町駅間がこの日限りで廃止（新たに開業する横浜高速鉄道みなとみらい線との相互直通運転に切り替えるため）。
- 1月31日
  - 茨城女子大生殺害事件: 茨城県稲敷郡美浦村舟子で、茨城大学農学部2年生の女子学生（当時21歳：阿見町在住）が他殺体で発見される[3]。
  - 毎日新聞社長監禁事件: 毎日新聞社の社長・斎藤明が東京都内の自宅近くを散歩中に男6人に拉致され、2時間に亘って車内に監禁される。警視庁捜査一課は逮捕監禁容疑で名古屋市千種区のコーヒー豆卸売業の男ら6人を逮捕、その後これに加え強要未遂の罪で2月28日に起訴される。
  - 東急東横線反町駅 - 横浜駅間が地下化。

### 2月
- 2月1日 - 横浜高速鉄道みなとみらい線が開業し、前日に地下化された東急東横線との相互直通運転を開始。
- 2月8日 - 自衛隊イラク派遣の陸上自衛隊本隊第一陣がイラクのサマーワに入る[4]。
- 2月12日 - 秘書給与の流用による詐欺罪に問われていた辻元清美前衆議院議員に対し、東京地方裁判所が懲役2年執行猶予5年の判決を下した[2]。検察、被告とも控訴せず、同月26日に判決が確定した。
- 2月17日
  - 大分県九重町でペットのニワトリ（チャボ）の鳥インフルエンザウイルス感染が確認（山口に続いて今年2件目）。
  - 四日市ジャスコ誤認逮捕死亡事件が発生。
- 2月27日 - 地下鉄サリン事件など13の刑事事件に関与したとして、殺人罪などに問われたオウム真理教元教祖の麻原彰晃に一審（東京地方裁判所）で求刑通り死刑判決[2]。
- 2月29日 - 日本テレビが麹町の旧社屋から汐留の新社屋（日本テレビタワー）に移転。

### 3月
- 3月1日 - 日本で製造業への人材派遣が解禁。
- 3月3日 - ハロー!プロジェクトから、新ユニットBerryz工房がメジャーデビュー。
- 3月4日 - 長嶋茂雄巨人軍終身名誉監督（当時、アテネオリンピック野球日本代表監督）が脳梗塞で入院。
- 3月11日 - 三菱ふそうトラック・バスの2度目のリコール隠しが発覚[4]。
- 3月12日 - 石勝線の楓駅がこの日限りで廃止。あわせて新夕張駅 - 楓駅間に運行されていた普通列車もこの日限りで廃止。
- 3月13日 - JRグループダイヤ改正
  - 九州新幹線が開業[2]。新八代駅 - 鹿児島中央駅（西鹿児島駅より改称）間の部分開業で、中間の博多駅 - 新八代駅間を結ぶ特急「リレーつばめ」の運行も開始される。
  - 九州新幹線の開業に伴い、並行在来線となる鹿児島本線八代駅 - 川内駅が第3セクターの肥薩おれんじ鉄道に転換される。
- 3月16日 - 田中真紀子元外相の長女のプライバシーを侵害したとして東京地裁が週刊文春に対して出版差し止めの仮処分命令。
- 3月23日
  - 全日本空輸の東京国際空港発山口宇部空港行き693便（ボーイング767-300）の男性機長（当時50歳）が、国土交通省の試験官が同乗しているにもかかわらず2度に渡り飛行中に居眠りをする。4月30日に発覚。
  - 第76回選抜高等学校野球大会が開幕。
- 3月24日
  - 中国人活動家が尖閣諸島に上陸。沖縄県警が逮捕[4]。
  - アサヒ飲料が三ツ矢サイダーをリニューアルし、経営不振からV字回復果たす。
- 3月26日 - 第76回選抜高校野球大会で東北高のダルビッシュ有が対熊本工戦で春夏通算35度目のノーヒット・ノーラン達成<
- 3月31日
  - 札幌市営バスがこの日限りで運行終了。札幌市は市営バスを持つ政令指定都市としては初めて市営バスの運行から撤退することとなった。路線は既存の民間バス事業者3社（北海道中央バス・じょうてつ・ジェイ・アール北海道バス）に譲渡された。
  - 名鉄三河線西中金駅 - 猿投駅間および碧南駅 - 吉良吉田駅間がこの日限りで廃止。

### 4月

「東京メトロ」発足（4月1日）

- 4月 - 政治家の年金未納問題が相次いで発覚。
- 4月1日
  - 日本航空と日本エアシステムが完全に経営統合。
  - 特殊法人 帝都高速度交通営団（営団地下鉄）が民営化され、東京地下鉄株式会社（通称「東京メトロ」）になる。
  - 1997年4月1日より休止されていた京成本線博物館動物園駅が正式に廃止。
  - 新東京国際空港公団が民営化され成田国際空港株式会社となり、成田空港の正式名称が成田国際空港となる。
  - それまでの国立病院、国立療養所が特定独立行政法人へ移行し、独立行政法人国立病院機構が発足。
  - 医師の卒後研修が義務化。
  - 消費税の内税（総額）表示の義務化。
  - 市町村合併により静岡県伊豆市、愛媛県四国中央市など7府県で11市が誕生[4]。
  - 松下電器産業がオキシライド乾電池を発売。
  - 日本育英会、財団法人日本国際教育協会、財団法人内外学生センター、国際学友会、財団法人関西国際学友会が合併し、日本学生支援機構設立。
  - 鳥取大学において地域学部が発足。徳島大学や神戸大学などのような教員養成目的の別大学発足のケースを除けば、教員養成系教育学部が目的を転換するのは初。
- 4月4日 - 第76回選抜高等学校野球大会の決勝戦が阪神甲子園球場で行われ、愛媛県の済美が愛知県の愛工大名電に6対5で勝利し、選抜初出場で初優勝。 なお、決勝戦は降雨のため、試合開始が16時44分と大幅に遅れ、決勝戦史上初のナイター試合となった
- 4月8日
  - 静岡県浜松市の浜名湖ガーデンパークで「浜名湖花博」が開催される（10月11日まで）。
  - 経済学者の植草一秀がJR品川駅の上りエスカレーターで女子高生のスカートの中を手鏡で覗こうとしたとして逮捕される。
- 4月11日 - 2000年8月31日に閉園したレオマワールドがニューレオマワールドとして再開園。
- 4月12日
  - アテネオリンピック野球日本代表監督の長嶋茂雄が退院。
  - 多摩川に現れて一躍人気者となったアザラシのタマちゃんがこの日を最後に消息不明になる。
- 4月28日 - 年金改革関連法案が与党賛成多数で可決。

### 5月
- 5月6日
  - 日本の登録車のナンバープレートの希望番号制で、「・・・8」「・・88」の2つの一連指定番号が抽選番号に移行する（自家用のみ）。また事業用の抽選が廃止される。
  - 三菱リコール隠しによる横浜市瀬谷区母子3人死傷事故を受け、三菱ふそうトラック・バスの宇佐美隆前会長ら5人を道路運送車両法違反(虚偽報告)容疑で、品質保証部門の元担当部長ら2名を業務上過失致死傷容疑で神奈川県警が逮捕[5]。27日に起訴。
- 5月7日 - 年金未納問題で、福田康夫官房長官（当時）が辞任する。
- 5月10日
  - 皇太子徳仁親王の人格否定発言。
  - Winnyの開発者が京都府警察に逮捕される。（Winny事件を参照）
  - 年金未納問題で、民主党の菅直人代表が辞任[6]。
- 5月18日 - 千葉県松戸市と栃木県宇都宮市で2つの立てこもり事件が相次いで発生。
  - 松戸の事件は午前11時半頃に発生、約13時間後の5月19日0時20分頃に犯人の男が人質の男性（流山市在住）を解放、その後人質強要処罰法違反の疑いで現行犯逮捕された。
  - 宇都宮の立てこもり事件は約44時間後の5月20日午前5時40分頃に犯人の暴力団組員の男と人質の女性が死亡。遺書が残されていたことと、当事者たちの言動から2人とも拳銃自殺したとみられる。
- 5月20日 - 武力攻撃事態等における国民の保護のための措置に関する法律（国民保護法）など有事関連7法案が衆院本会議で自民、公明、民主三党による共同修正の上、賛成多数で可決。
- 5月22日 - 小泉首相が北朝鮮を再訪問。平壌で、日朝首脳会談が行われる。拉致被害者の家族5人が帰国[6]。
- 5月28日 - 元オウム真理教幹部で、地下鉄サリン事件など10事件で殺人罪に問われていた井上嘉浩（一審では無期懲役）に東京高等裁判所が死刑判決[5]。

### 6月
- 6月1日
  - 軽自動車のナンバープレートで、5ナンバーの事業用の払い出しが始まる。
  - 長崎県佐世保市の市立大久保小学校で6年生の女子が同級生の女子をカッターナイフで切りつけ殺害。
- 6月4日
  - 三郷市逮捕監禁致傷事件で犯人逮捕。犯人は女子高生コンクリート詰め殺人事件の犯人の1人であった。
  - 読売ジャイアンツ（巨人）の清原和博一塁手が、対ヤクルトスワローズ戦（神宮球場）で2000本安打を達成する。
- 6月13日 - 近畿日本鉄道（近鉄）は、同社が保有するプロ野球球団（パシフィック・リーグ）の大阪近鉄バファローズをオリックス・ブルーウェーブと合併させる計画を発表。以降、プロ野球内外を巻き込んだ球界再編問題となる。
- 6月16日 - 深夜午前1時頃、タレントの田代まさしが杉並区梅里を運転中に青梅街道の「転回禁止」の場所でUターンしてオートバイに乗った男子学生に衝突し大ケガをさせる人身事故を起こし、業務上過失傷害と道路交通法違反容疑で書類送検。
- 6月20日
  - F1アメリカGPにおいて佐藤琢磨が日本人として14年ぶりとなる3位表彰台を獲得。
  - 茨城県岩井市女子高生殺害事件が発生。
- 6月23日 - 東京メトロ半蔵門線渋谷駅で駅員が銃撃され重傷。同月26日に犯人の男が警視庁に自首。

### 7月
- 7月7日 - 警視庁は1995年に起きた警察庁長官狙撃事件の被疑者としてオウム真理教信者だった元警視庁巡査長と元オウム幹部2名を殺人未遂容疑で逮捕（7月28日に証拠不十分で不起訴処分、釈放）[5]。
- 7月11日 - 第20回参議院議員通常選挙投開票実施[6]。
- 7月13日 - 平成16年7月新潟・福島豪雨発生。三条市や中之島町（現在の長岡市）を中心に甚大な被害。
- 7月16日 - 性同一性障害特例法が施行。
- 7月18日 - 福井県で福井豪雨発生。JR越美北線の九頭竜川水系足羽川に架かる7つのうち5つの橋梁（第1・3・4・5・7足羽川橋梁）が流失し、同線越前花堂駅 - 越前大野駅間が2007年6月30日まで不通となった。
- 7月21日 - 日本の小泉純一郎首相と韓国の盧武鉉大統領とが済州島で会談[6]。
- 7月30日 - 参議院議員・扇千景が女性初の参議院議長に就任[6]。

### 8月
- 8月1日 - 近畿圏の私鉄で共通ICカード「PiTaPa」が導入される。
- 8月2日 - 兵庫県加古川市内で当時47歳の男が親類の2家族8人を襲撃し、7人を殺害。
- 8月7日 - 第86回全国高等学校野球選手権大会が阪神甲子園球場で開幕。
- 8月9日 - 福井県三方郡美浜町の関西電力美浜発電所で蒸気漏れ事故が発生した。
- 8月13日
  - 沖縄県宜野湾市の沖縄国際大学敷地内に米軍普天間基地所属の米軍ヘリコプターが墜落。
  - プロ野球再編問題のさなか、ドラフト候補への裏金問題が表面化。巨人の渡邉恒雄オーナーが責任を取り辞任[5]。
- 8月22日 - 第86回全国高等学校野球選手権大会の決勝戦が阪神甲子園球場で行われ、駒大苫小牧が済美に13対10で勝利し、北海道勢で春夏通じて初の全国制覇を果たす。

### 9月
- 9月1日 - 群馬・長野県境の浅間山で中規模の爆発的噴火が発生。噴煙の高さは3500-5500 m。
- 9月3日 - 津山小3女児殺害事件: 岡山県津山市総社で当時9歳（小学3年生）の女児が殺害される事件が発生[7]。2018年、別の少女殺害未遂事件で服役中だった当時39歳の男を逮捕した。
- 9月9日 - 豊明母子4人殺害事件: 愛知県豊明市沓掛町の民家が全焼し、焼け跡から住民である母子4人の他殺体が発見される[8]。2023年時点で未解決。
- 9月11日 - 栃木兄弟誘拐殺人事件が発生。9月13日に同居の男を逮捕、兄弟は遺体で発見される。
- 9月13日 - 金沢市夫婦強盗殺人事件: 石川県金沢市神野の民家で60歳代の夫婦が侵入してきた17歳少年に殺害される[9]。
- 9月14日 - 死刑確定者（死刑囚）2人の刑が大阪・福岡の両拘置所で執行される。大阪拘置所で死刑を執行された死刑確定者は、附属池田小事件（2001年に発生）で殺人罪などに問われ、2003年に死刑が確定していた宅間守（40歳没）であった[10]。
- 9月17日
  - 長野・愛知4連続強盗殺人事件: 愛知県でタクシー運転手1人を殺害した後、長野県飯田市と隣接する下伊那郡高森町で老人3人を相次いで殺害した男（2009年1月に東京拘置所で死刑執行）が逮捕される。
  - 労働組合・日本プロ野球選手会は日本プロ野球組織 (NPB) との労使交渉の結果、18日、19日のストライキ突入を決定、発表[5]。プロ野球再編問題は、プロ野球70年の歴史で初めてスト決行という最悪の事態を迎えた。
- 9月20日 - タレントの田代まさしが覚醒剤とバタフライナイフ（刃渡り8 cm）を所持していたとして、銃刀法違反と覚せい剤取締法違反（2度目）で現行犯逮捕された。
- 9月21日 - 大牟田4人殺害事件が発覚。同日、福岡県大牟田市を流れる諏訪川で17歳少年の他殺体が発見され、翌22日に死体遺棄容疑で暴力団組長の妻である女（少年の母親の知人）が逮捕される[11]。その後、少年の母親と兄、兄の友人も含む4人が殺害されていたことが判明、犯人である組長一家4人（組長夫婦とその息子2人）は強盗殺人・殺人などの罪に問われ、2011年に死刑が確定[12]。
- 9月27日 - 第2次小泉改造内閣発足[6]。
- 9月29日 - 台風21号が上陸、三重県宮川村で大規模な斜面崩落による土砂災害が発生し死者行方不明者7人など、日本全国で合計26名が死亡、1名が行方不明となった。

### 10月
- 10月1日

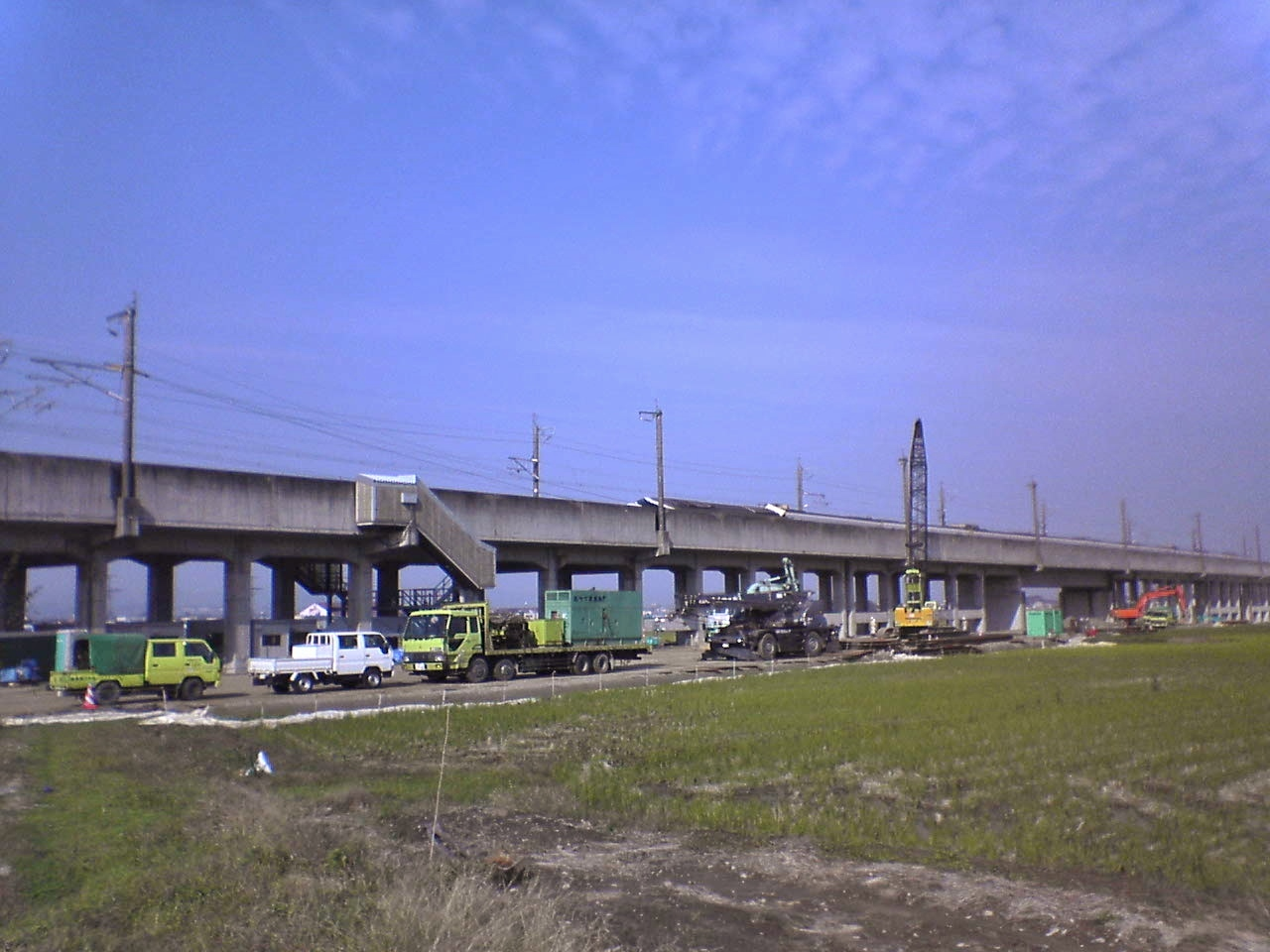
新潟県中越地震で脱線した上越新幹線の200系（11月6日撮影）

  - プロ野球・セ・リーグの中日ドラゴンズが1999年以来5年ぶり6度目のリーグ優勝を決める。
  - 東海道新幹線開業40周年を迎えた。
  - 住友化学工業が住友化学に商号を変更した。
  - 福岡シティ銀行と西日本銀行が合併し、西日本シティ銀行が誕生。
  - 日動火災海上保険と東京海上火災保険が合併し、東京海上日動火災保険が誕生。
  - スポーツ新聞「スポーツニッポン」を発行する東京・大阪・西部（九州）の法人3社が経営統合、東京側を存続法人として新生スポーツニッポン新聞社が発足。
- 10月5日 - 廿日市女子高生殺害事件が発生。2018年4月13日、広島県警察が被疑者として35歳の男を逮捕。
- 10月6日
  - 名古屋市営地下鉄名城線名古屋大学駅 - 新瑞橋駅間が開業し、名城線でループ運転を開始。日本初の地下鉄環状運転となる。同じく名古屋市内ではあおなみ線が開通。
- 10月11日 - プロ野球・パ・リーグのプレーオフ第2ステージ、西武ライオンズ対福岡ダイエーホークスの第5戦が行われ、西武が延長10回4-3で勝利し、2年ぶりのリーグ優勝を決める。
- 10月12日 - 埼玉県皆野町で男女7人、神奈川県横須賀市で女性2人が集団自殺[13]。
- 10月16日
  - 鳥取県境港市の本土部と島根県松江市の江島を結ぶ江島大橋が開通。
  - 名鉄空港線が暫定開業（翌年に開港を控えた中部国際空港の関係者のみ利用可としての開業）。
  - 屋島登山鉄道が経営破綻によりこの日から休止（最終運行予定日の10月15日に故障が発生し運行を断念した）。
- 10月17日 - 栃木県南河内町の東武運輸栃木下野支店に男5人組が押し入り、金庫内にあった約5億4250万円を奪って逃走。
- 10月20日 - 台風23号が上陸。死者・行方不明者98人。
- 10月23日 - 新潟県中越地震 (M6.8) ：新潟県で震度7の地震が発生し、さらに断続的に震度6級の余震が襲う。死者68名[13]。
- 10月25日 - プロ野球・日本シリーズで、西武が中日を4勝3敗で下して1992年以来12年ぶり12度目の日本一。
- 10月29日 - 西武投手の松坂大輔と、日本テレビアナウンサーの柴田倫世が結婚を発表[14]。

### 11月
- 11月1日
  - 日本で新紙幣（E号券）の発行が開始される。肖像画は、1万円札が旧紙幣と同じく福澤諭吉、5千円札が樋口一葉、千円札が野口英世[6]。
  - 改正道路交通法施行、運転中の携帯電話使用が罰則対象に。
- 11月2日 - 東京都内のホテルで開催されたプロ野球オーナー会議で、パ・リーグの新規参入球団として東北楽天ゴールデンイーグルス（三木谷浩史オーナー、本拠地は宮城県仙台市の宮城球場）が全会一致で承認される[13]。新規参入でのプロ野球球団誕生は1954年にパ・リーグに加盟した高橋ユニオンズ以来50年ぶり。
- 11月10日 - 海上自衛隊創設以来2度目となる海上警備行動が発令され、海上自衛隊の護衛艦とP-3C哨戒機が、領海侵犯していた中国海軍（人民解放軍海軍）所属原子力潜水艦の追跡に当たった[6]。
- 11月13日 - 大牟田4人殺害事件の犯人の1人である男（当時23歳）が取り調べを受けていた福岡地方検察庁久留米支部（福岡県久留米市）から脱走し、約3時間後に熊本県荒尾市内で身柄を確保されるまで逃走した[15]。
- 11月17日 - 奈良県奈良市で奈良小1女児殺害事件が発生[16]。
- 11月20日 - Jリーグ・浦和レッドダイヤモンズが創立初セカンドステージ優勝。
- 11月22日 - 岡山県備前市の鹿久居島と頭島を結ぶ頭島大橋が開通。
- 11月26日 - 京都市営地下鉄東西線六地蔵駅 - 醍醐駅間が延伸開業。
- 11月30日 - この日をもってPHSのアステルグループ各社間のローミングが停止し、アステルグループが事実上崩壊。この時点でグループ10社中4社が撤退、1社が撤退決定、3社が新規受付終了。

### 12月
- 12月1日
  - 東京国際空港第2旅客ターミナルビルが開館。これにより、モノレールも第2旅客ターミナルビルに乗り入れる。
  - 牛の個体識別のための情報の管理及び伝達に関する特別措置法（牛肉トレーサビリティ法）が全国で施行。
  - オレンジレンジが『musiQ』をリリース。アルバムチャート1位を獲得して、ダブルミリオンを達成するなど社会現象級の大ヒット作となった。
- 12月2日 - 任天堂の携帯型ゲーム機「ニンテンドーDS」が日本で発売された。
- 12月12日 - ソニー・コンピュータエンタテインメント (SCEI) が携帯型ゲーム機「PlayStation Portable」 (PSP) を発売し、携帯ゲーム市場に本格参入。
- 12月13日 - 埼玉県さいたま市のドン・キホーテ浦和花月店、大宮大和田店で相次いで放火と見られる火災が発生。浦和花月店で3人が死亡、7人が重軽傷を負う大惨事になる。その後も大宮大和田店（2度目）、環八世田谷店などで放火と見られる火災が相次ぐ。
- 12月17日 - 小泉純一郎首相、鹿児島県指宿市で盧武鉉韓国大統領と会見（- 18日）[17]。
- 12月19日 - 加古川線が電化。
- 12月21日 - 元ロッテオリオンズ投手の小川博が前月11月に発覚した殺人事件の被疑者として埼玉県警察により強盗殺人容疑で逮捕される[18]。
- 12月22日 - 国内で鳥インフルエンザの感染が公式に確認される。
- 12月24日 - ダイエーからソフトバンクへのプロ野球球団譲渡が承認され、福岡ソフトバンクホークスが2005年から誕生することが決まる[13]。
- 12月26日 - スマトラ島沖地震の大津波によりインド洋沿岸の各国に大きな被害（30万人以上の死者・行方不明者）が出たが、日本人33人の死亡（2005年4月4日現在）も確認され、日本人安否不明者は一時約300人に達した。

## 社会

### 経済
- 日本の国内総生産 - 504兆5893億円 - （前年比 +1.4%）
- 東証株価指数
  - 最高値 - 1217.87（4月14日）
  - 最低値 - 1022.61（2月4日）
- 日経平均株価
  - 始値-10825円17銭
  - 最高値 - 1万2163円89銭（4月26日）
  - 最低値 - 1万365円40銭（2月10日）
  - 終値-10784円25銭
- 円対ドル 為替レート
  - 最高値 - 1ドル＝101円83銭（12月2日）
  - 最低値 - 1ドル＝114円80銭（5月14日）
- 日本の貿易
  - 輸出総額 - 61兆1830億円（前年比 +12.2%）
  - 輸入総額 - 49兆1721億円（前年比 +10.8%）

### 教育
- 法科大学院始まる。
- 大学の新設、増設等に関しては2004年の大学参照。

## 天候・天災・観測等

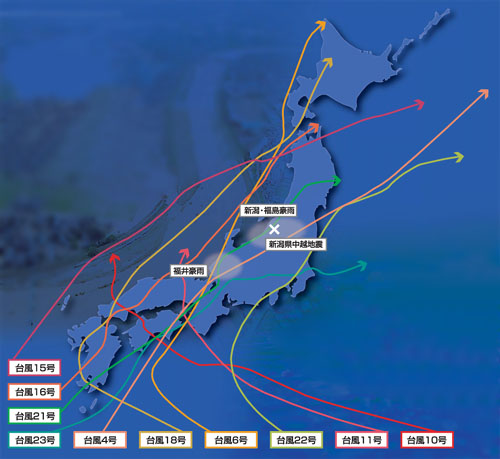
2004年に日本に上陸した10個の台風の経路図

### 自然災害
- 9月1日 - 浅間山噴火。
- 9月5日 - 紀伊半島南東沖地震。2度に渡る震度5弱の地震。各地で津波の被害。
- 10月23日 - 新潟県中越地震。新潟県内で震度7を1回、震度6強を2回、震度6弱を2回観測し、大きな被害。死者67人、負傷者多数。
- 11月後半〜12月 - 釧路や根室半島沖など北海道各地で震度5強の地震が3回発生。

### 日本の一年の天候
全国で一年を通して平均気温が高かった。そのうち夏は各地で記録破りの猛暑になった。特に東日本では、一年間の平均気温が平年より 1.3℃ も高く、戦後で最も気温の高い年となった。
一方、過去最多となる10個の台風上陸、同じく過去最多タイとなる19個の台風接近（上陸した10個も含む）が各地に大きな被害をもたらした。また、梅雨前線は平年より勢力が弱かったものの何度も活発化したほか、秋雨前線が長く日本列島に居座ったため、夏から秋にかけて豪雨災害が頻発した。
時系列
- 1月下旬 - 第一級寒波が日本列島に流れ込み、北海道から九州にかけての日本海側で大雪。寒気が西日本から流れ込んだため、西日本では顕著な低温となった。また風向きが西風だったため鹿児島市では東シナ海からダイレクトに雪雲が流れ込み、積雪を観測した。
- 2月 - 関東南部中心に全国的に2月としては記録的高温（特に月後半）。2月22日・29日は関東地方及び北陸地方各地で20℃を越す暖かさ。東京・横浜・千葉・金沢等で25年振に降雪日なし、東京と金沢の月平均気温は8.5℃と2月としては歴代1位（当時）の気温。
- 3月1日 - 2003-2004年冬、北日本・関東等は観測史上有数の暖冬だった。
- 7月13日 - 平成16年7月新潟・福島豪雨。
- 7月18日 - 平成16年7月福井豪雨。
- 7月20日には東京千代田区大手町で39.5℃を記録した他、千葉県市原市牛久で40.2℃（いずれも2013年末現在で各観測地点の最高気温記録）、山梨県甲府市でも39.9℃を記録し、翌7月21日には甲府市で更に40.4℃となり前日の記録を更新する（2013年8月10日に40.7℃を記録するまで同地点の最高気温記録）など各地で最高気温の記録を更新した。
- 8月30日 - 台風16号。西日本を中心に重大な被害を与える。
- 9月7日 - 台風18号。西日本・北海道を中心に重大な被害を与える。死者31人。
- 9月29日 - 台風21号。西日本を中心に主に大雨による被害。死者25人。
- 10月9日 - 台風22号。東海・関東地方を中心に重大な被害を与える。死者7人。
- 10月20日 - 台風23号。一時は超大型となった台風は日本列島を縦断し、各地に大きな爪跡を残した。死者・行方不明者は98人にものぼり、台風の被害としては平成に入ってから最悪となった。
- 12月5日には、関東各地で、低気圧に吹き込んだ南風などの影響により12月としては観測史上初めてとなる季節外れの夏日となった。
- 12月31日 - 南岸低気圧の通過で西日本〜東日本で大雪となり東京都心でも3cmの積雪をはじめ関東一帯で大雪。また寒気が東日本〜九州までの広範囲に流れ込んだため大阪、香川、岡山等の瀬戸内海側地方でも積雪した他、西では九州北部の福岡まで積雪を観測した。積雪を観測しなかった地方でも雪や霙が降った時間帯もあった。この大雪以降、冬型の気圧配置が続くようになり、翌年の3月まで日本海側では雪の降る日が多くなった。

### 天文現象
- 5月5日 - 日本で未明に皆既月食。
- 6月8日 - 金星の太陽面通過。130年ぶりに日本で観測。
- 10月14日 - 北日本を中心に部分日食。
- 12月 - 日本でふたご座流星群を観測。

## 文化と芸術

### 流行
- お笑いブーム
- 韓流ブーム
- 手品ブーム
- 新撰組
- ギャル文字

#### 流行語
ユーキャン新語・流行語大賞
以下に本年の受賞語を列記する。なお、肩書きや役職などは受賞当時のものである。
- 年間大賞
  - 「チョー気持ちいい」（北島康介 〈アテネオリンピック水泳金メダリスト〉）
- トップテン入賞
  - 「気合だー!」（アニマル浜口 〈元プロレスラー〉）
  - サプライズ（武部勤 〈自民党幹事長〉）
  - 自己責任（イラク日本人人質事件において自己責任論がクローズアップされた）
  - 新規参入（堀江貴文 〈ライブドア社長〉）
  - セカチュー（片山恭一 〈小説家〉、片山の青春恋愛小説で映画化・ドラマ化もされ話題となった『世界の中心で、愛をさけぶ』の略称）
  - 中二階（山本一太 〈参議院議員〉）
  - 「って言うじゃない… …残念!! ○○斬り!」（波田陽区）
  - 負け犬（酒井順子 〈『負け犬の遠吠え』著者・エッセイスト〉）
  - 冬ソナ（萩原聖人 〈韓流ドラマ『冬のソナタ』 チュンサン役吹き替え〉、田中美里 〈同じくユジン役吹き替え〉、同ドラマの略称）

その他の流行語
- 「間違いない!」（長井秀和）
- 「ヨン様」（ペ・ヨンジュン 〈韓流ドラマ『冬のソナタ』主演俳優〉）
- 「ハッスル!ハッスル!」（小川直也）

#### ファッション
- 若い女性、中年男性の間で「モテ」がキーワードに。
- 「セレブ」ファッション流行。
- 黒ジャケット+デニムが流行。
- 渋谷でセンターGUYが発生。

### 出版

#### 文学
- 芥川賞
  - 第131回（2004年上半期） - モブ・ノリオ『介護入門』
  - 第132回（2004年下半期） - 阿部和重『グランド・フィナーレ』
- 直木賞
  - 第131回（2004年上半期） - 奥田英朗『空中ブランコ』、熊谷達也『邂逅の森』
  - 第132回（2004年下半期） - 角田光代『対岸の彼女』

### 音楽
- 1月21日 - 『スターゲイザー』(スピッツ)。フジテレビ系『あいのり』主題歌。
- 2月4日 - 『READY STEADY GO』(L'Arc〜en〜Ciel)。MBS・TBS系アニメ『鋼の錬金術師』第2期オープニングテーマ。
- 2月11日 - 『日曜日よりの使者』(THE HIGH-LOWS)
- 2月11日 - 『ハナミズキ』(一青窈)
- 2月18日 - 『やさしいキスをして』(DREAMS COME TRUE)。TBS系日曜劇場ドラマ『砂の器』主題歌。
- 2月25日 - 『LOVE PSYCHEDELICO III』(LOVE PSYCHEDELICO)。同アルバムに『Everybody needs somebody』（映画『ホテルビーナス』主題歌）、『My last fight』（フジテレビ系ドラマ『ハコイリムスメ!』エンディングテーマ）収録。
- 3月9日 - 『3月9日』(レミオロメン)
- 3月10日 - 『アンテナ』(くるり)。同アルバムに『HOW TO GO』、『ロックンロール』収録。
- 3月10日 - 『奏』(スキマスイッチ)
- 3月31日 - 『アルエ』(BUMP OF CHICKEN)
- 3月31日 - 『Moments』(浜崎あゆみ)
- 4月7日 - 『青いベンチ』(サスケ)
- 4月21日 - 『涙』(ケツメイシ)
- 4月28日 - 『GO!!!』(FLOW)
- 4月28日 - 『瞳をとじて』(平井堅)
- 5月26日 - 『ココロオドル』(nobodyknows+)
- 5月26日 - 『Sign』(Mr.Children)。TBS系日曜劇場ドラマ『オレンジデイズ』主題歌。
- 6月9日 - 『ロコローション』(ORANGE RANGE)
- 7月7日 - 『マツケンサンバII』(松平健)
- 7月7日 - 『GALAXY』(RIP SLYME)。カップリングの『Super Shooter』はフジテレビ系アニメ『GANTZ』オープニングテーマ。
- 7月22日 - 『栄光の架橋』(ゆず)。NHKアテネオリンピック放送テーマ曲。
- 7月28日 - 『君にBUMP』(ケツメイシ)
- 8月4日 - 『リライト』(ASIAN KUNG-FU GENERATION)
- 8月11日 - 『かたち あるもの』(柴咲コウ)。TBS系金曜ドラマ『世界の中心で、愛をさけぶ』主題歌。
- 9月8日 - 『群青日和』(東京事変、1stシングル。)
- 9月15日 - 『深夜高速』(フラワーカンパニーズ)
- 9月22日 - 『ツバサ』(アンダーグラフ)
- 10月20日 - 『花』(ORANGE RANGE)。映画『いま、会いにゆきます』主題歌。
- 10月20日 - 『HIT IN THE USA』(BEAT CRUSADERS)。テレビ東京系アニメ『BECK』オープニングテーマ。

### 演劇
歌舞伎
宝塚歌劇団

### 映画
- 1月17日 - 『着信アリ』（監督：三池崇史）
- 3月13日 - 『花とアリス』（監督：岩井俊二）
- 5月4日 - 『世界の中心で、愛をさけぶ』（監督：行定勲）
- 5月29日 - 『下妻物語』（監督：中島哲也）
- 5月29日 - 『深呼吸の必要』（監督：篠原哲雄）
- 6月12日 - 『海猿 ウミザル』（監督：羽住英一郎、主演：伊藤英明）
- 7月31日 - 『父と暮らせば』（監督：黒木和雄、主演：宮沢りえ）
- 8月7日 - 『誰も知らない』（監督：是枝裕和）。主演の柳楽優弥が第57回カンヌ国際映画祭男優賞（史上最年少かつ日本人初）。
- 9月11日 - 『スウィングガールズ』（監督：矢口史靖）
- 10月30日 - 『いま、会いにゆきます』（監督：土井裕泰）
- 10月30日 - 『隠し剣　鬼の爪』（監督：山田洋次）
- 11月6日 - 『血と骨』（監督：崔洋一、主演：ビートたけし）
- 12月4日 - 『ゴジラ FINAL WARS』（監督：北村龍平）。50周年記念作として製作された本作で、ゴジラシリーズ半世紀の歴史にひとまずのピリオドが打たれる。

### テレビ

#### ドラマ

##### NHK
- 大河ドラマ 「新選組!」
- 連続テレビ小説
  - 前期 「天花」
  - 後期 「わかば」

##### 民放
- フジテレビの大多亮編成局次長（当時）が2004年の「月9」を企画プロデュース。
  - プライド、愛し君へ、東京湾景、ラストクリスマス
- 白い巨塔（フジテレビ、2003年10月〜2004年3月）、奥さまは魔女 (TBS)、砂の器 (TBS)、エースをねらえ!（テレビ朝日）などリメイクブーム
- 芸術祭参加作品のたったひとつのたからものが視聴率30.1%（関東広域圏調べ）
- 11月、テレビ朝日で5夜連続放送の弟が、平均20%を超える高視聴率
- 4月、光とともに…が日本テレビ放送網の連続ドラマで唯一平均視聴率が15%越えした。
- TBS系金曜ドラマ『世界の中心で、愛をさけぶ』が第42回ザテレビジョンドラマアカデミー賞（2004年夏クール）で最優秀作品賞を含む9冠を達成。

#### 特撮
- 仮面ライダー剣 平成仮面ライダーシリーズ第5作目（テレビ朝日系）。
- 特捜戦隊デカレンジャー スーパー戦隊シリーズ第28作目（テレビ朝日系）。
- ウルトラマンネクサス（TBS系）

#### お笑い
- 日本テレビの『エンタの神様』、ABCの『笑いの金メダル』などで新・お笑いブーム。

コンテスト番組の優勝者
- 上方漫才大賞
  - フットボールアワー（吉本興業）
- NHK上方漫才コンテスト
  - 笑い飯（吉本興業）
- ABCお笑い新人グランプリ　最優秀新人賞
  - 千鳥（吉本興業）
- 爆笑オンエアバトル チャンピオン大会（NHK、2003年度）
  - アンタッチャブル（プロダクション人力舎）
- M-1グランプリ（テレビ朝日系）
  - アンタッチャブル（プロダクション人力舎）
- R-1ぐらんぷり（フジテレビ系）
  - 浅越ゴエ（吉本興業）

#### その他のテレビに関する話題
- テレビ朝日系『ニュースステーション』が終了し、新たに『報道ステーション』がスタートする。
- フジテレビが1993年（1993年度）以来の視聴率3冠王を日本テレビから奪還（11年ぶり）。
- 紀行番組の終了が相次ぐ。3月27日には『真珠の小箱』（MBS）が45年・2300回以上の歴史に終止符を打ち、翌28日には『道浪漫』（MBS）、『こちら海です』（サンテレビ他制作）も終了した。
- NHKの不祥事が相次いで発生・発覚。
- 音楽番組の視聴率低迷
  - 12月31日-第55回NHK紅白歌合戦の平均視聴率が39.8%（第2部）と、紅白史上最低となる。
- 細木数子など占いブーム。芸人おさるにモンキッキーに改名させたことなどが有名。細木は、大晦日放送のスペシャル番組（日本テレビ系）でモンキッキーの元相方であった、芸人コアラまでもハッピハッピー。に改名させる。
- 超能力捜査官ブーム
- フジテレビ『嵐の技ありッ!』『お台場明石城』
- TBS『SASUKE2004』、ドラマ『がんばらないII』（水曜プレミア）『新しい風』
- 4月、『儲かりマンデー!!』（後の『がっちりマンデー!!』）がTBSで放送開始。
- 10月、『夢の扉 〜NEXT DOOR〜』（後の『夢の扉+』）がTBSで放送開始。

### アニメ
アニメーション映画
- 3月6日 - 『ドラえもん のび太のワンニャン時空伝』（監督：芝山努）。『ドラえもん（第2作第1期）』最後の映画作品。
- 3月6日 - 『イノセンス』（監督：押井守）
- 7月17日 - 『劇場版ポケットモンスター アドバンスジェネレーション 裂空の訪問者 デオキシス』（監督：湯山邦彦）
- 8月7日 - 『マインド・ゲーム』（監督：湯浅政明）。文化庁メディア芸術祭アニメーション部門大賞。
- 11月20日 - 『ハウルの動く城』（監督：宮崎駿）。第61回ヴェネツィア国際映画祭技術貢献賞。

テレビアニメ
- 1月1日 - 『攻殻機動隊 S.A.C. 2nd GIG』放送開始
- 1月7日 - 『マリア様がみてる』放送開始
- 2月1日 - 『ふたりはプリキュア』。(ABC)放送開始。 プリキュアシリーズ第1作目。
- 2月1日 - 『かいけつゾロリ』放送開始
- 4月3日 - 『ケロロ軍曹』(テレビ東京)放送開始
- 4月6日 - 『MONSTER』放送開始
- 5月19日 - 『サムライチャンプルー』放送開始
- 7月4日 - 『蒼穹のファフナー』放送開始
- 7月25日 - 『エルフェンリート』放送開始
- 10月1日 - 『魔法少女リリカルなのは』放送開始
- 10月5日 - 『BLEACH』(テレビ東京)放送開始
- 10月5日 - 『スクールランブル』放送開始
- 10月7日 - 『ローゼンメイデン』放送開始
- 10月7日 - 『ジパング』放送開始
- 10月9日 - 『機動戦士ガンダムSEED DESTINY』（MBS）放送開始。『機動戦士ガンダムSEED』の続編。
- 10月12日 - 『焼きたて!!ジャぱん』放送開始
- 10月15日 - 『げんしけん』放送開始
- 11月13日 - 『メジャー』放送開始。（第1期）

OVA

### ゲーム

#### コンピューターゲーム
アーケードゲーム
テレビゲーム
- 7月29日 - カプコンがPS2用ソフト『ロックマンX コマンドミッション』を発売。
- 11月17日 - コナミがPS2用ソフト『メタルギアソリッド3: スネークイーター』を発売。
- 11月27日 - スクウェア・エニックスがPS2用ソフト『ドラゴンクエストVIII 空と海と大地と呪われし姫君』を発売。

携帯型ゲーム
- 1月29日 - ポケモンがGBA用ソフト『ポケットモンスター ファイアレッド・リーフグリーン』を発売。『ポケットモンスター 赤・緑』のリメイク作品。
- 6月17日 - セガがGBA用ソフト『ソニックアドバンス3』を発売。
- 9月16日 - ポケモンがGBA用ソフト『ポケットモンスター エメラルド』を発売。2002年に発売された『ポケットモンスター ルビー・サファイア』のマイナーチェンジ作品。
- 12月2日 - 任天堂が携帯型ゲーム機「ニンテンドーDS」を発売（※北米では11月に発売済み）。
- 12月12日 - ソニー・コンピュータエンタテインメント (SCEI) が携帯型ゲーム機「PlayStation Portable」 (PSP) を発売。

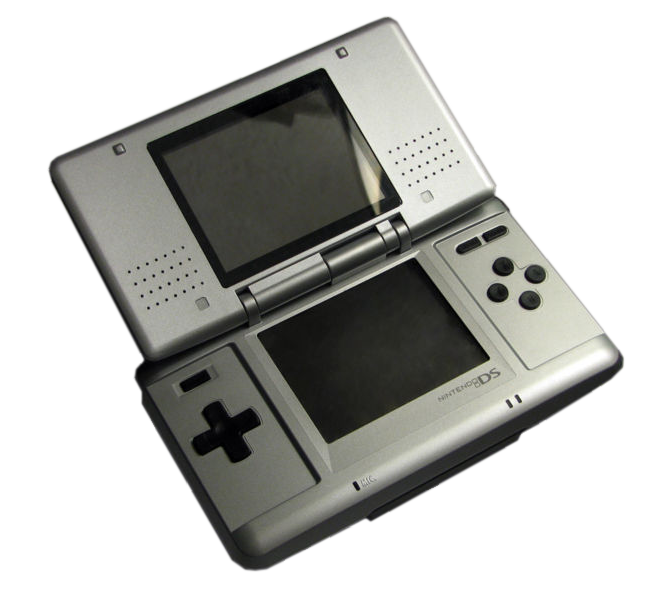
ニンテンドーDS
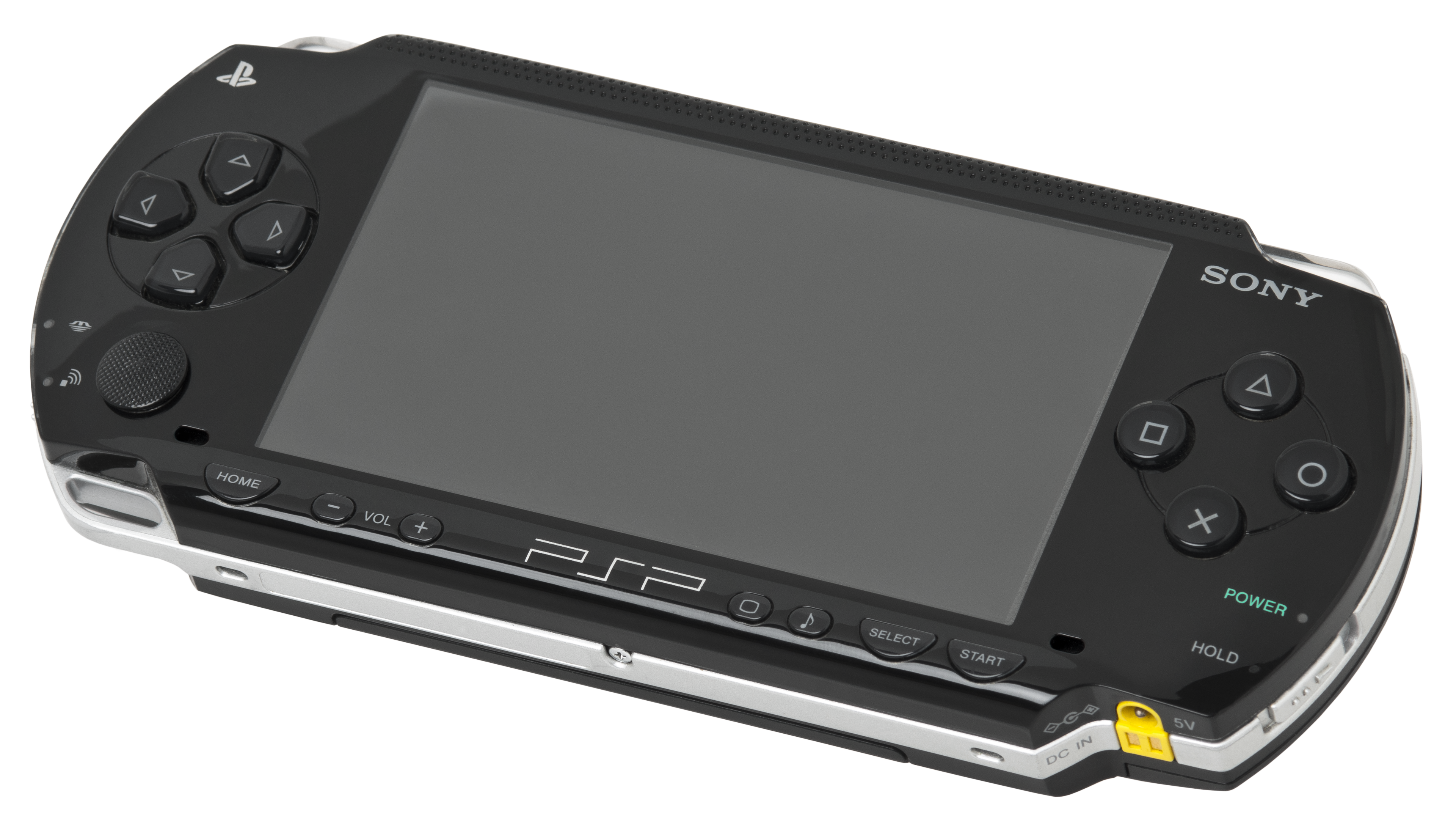
PlayStation Portable

### インターネット
開設
- 2月 - mixi

### 車
- 日本カー・オブ・ザ・イヤー：ホンダ・レジェンド
- RJCカー・オブ・ザ・イヤー：日産・フーガ
- 自動車年間販売台数トップ3 （軽自動車を除く）： 1.トヨタ・カローラ / 2.ホンダ・フィット / 3.トヨタ・パッソ

## スポーツ

### 総合競技大会
- 第59回国民体育大会（彩の国まごころ国体）
- 第4回全国障害者スポーツ大会（彩の国まごころ大会）

#### 夏季オリンピック・パラリンピック
夏季オリンピック・パラリンピックがギリシャの首都アテネで開催された。日本からも多数のアスリートが出場している。
- 第28回夏季オリンピック（アテネ）
  - 日本選手団は金16、銀9、銅12の計37個のメダルを獲得（金メダル獲得数は1964年東京大会の16個と並び最多、さらに総数も1984年ロサンゼルス大会の32個を超え史上最多）

- 第12回夏季パラリンピック（アテネ）
  - 日本選手団は金17、銀15、銅20の計52個のメダルを獲得（金メダル獲得数は1988年ソウル大会の17個と並び最多、さらに総数もソウル大会の46個を超え史上最多）

### 各競技

#### 野球
- 日本のプロ野球・アメリカのメジャーリーグともにレギュラーシーズン2位チームがシリーズ優勝している。これまでにもレギュラーシーズン2位チームのシリーズ優勝はあったが、日米ともレギュラーシーズン2位チームが優勝したのは史上初。

#### モータースポーツ
- 全日本選手権フォーミュラ・ニッポン - リチャード・ライアン
- 全日本F3選手権 - ロニー・クインタレッリ
- 全日本GT選手権 - 本山哲、リチャード・ライアン

## 誕生

### 1月
- 1月1日 - 三浦理奈、女優
- 1月2日 - 吉田あかり、女優、ファッションモデル
- 1月2日 - 梶浦勇輝、サッカー選手
- 1月3日 - 松尾美佑、乃木坂46
- 1月9日 - 鈴木愛菜、SKE48
- 1月12日 - 濵尾咲綺、ファッションモデル
- 1月15日 - 杏ジュリア、超ときめき♡宣伝部
- 1月15日 - 竹内麗、女優
- 1月16日 - 五代目市川團子、歌舞伎役者
- 1月16日 - 藤沢莉子、≒JOY
- 1月16日 - 春野莉々、高嶺のなでしこ
- 1月17日 - 田中怜利ハモンド、プロ野球選手
- 1月18日 - 筒井結愛、ファッションモデル
- 1月19日 - 伊勢鈴蘭、アンジュルム
- 1月19日 - 黒見明香、乃木坂46
- 1月19日 - 夢月ゆのん、モデル、グラビアアイドル、コスプレイヤー
- 1月20日 - 黒田光輝、ジャニーズJr. (少年忍者)
- 1月20日 - 山口綺羅、女優、歌手 (Girls2、mirage2)、ダンサー
- 1月22日 - 宮世琉弥、俳優、元歌手 (M!LK)
- 1月24日 - 勝又春、櫻坂46
- 1月24日 - 黒田将矢、プロ野球選手
- 1月24日 - 重川茉弥、タレント、YouTuber
- 1月27日 - 上村亜柚香、元SKE48
- 1月27日 - 豊田陸人、ジャニーズJr. (少年忍者)
- 1月27日 - 中川勇斗、プロ野球選手
- 1月27日 - 桑山隆太、俳優、歌手 (WATWING)

### 2月
- 2月2日 - 岩本蓮加、乃木坂46
- 2月2日 - 杏ここ、AV女優
- 2月3日 - 直井怜、IVE
- 2月3日 - 佐月絵美、女優
- 2月4日 - 葛西春香、スキージャンプ選手
- 2月4日 - 葛西優奈、スキージャンプ選手
- 2月6日 - 佐藤駿、フィギュアスケート選手
- 2月6日 - 京本眞、プロ野球選手
- 2月7日 - 小杉怜子、タレント
- 2月7日 - YUMA、&TEAM
- 2月8日 - 池田裕楽、STU48
- 2月9日 - ISSEI (歌手)、歌手、俳優、タレント
- 2月9日 - 為永幸音、アンジュルム
- 2月9日 - 井﨑燦志郎、プロ野球選手
- 2月9日 - 笹原操希、プロ野球選手
- 2月10日 - 松本里乃、女子野球選手、TikToker
- 2月12日 - 草野星華、ファッションモデル、女優
- 2月14日 - （星乃まりな）大谷満理奈、元STU48
- 2月15日 - 村山結香、≒JOY
- 2月16日 - 仲村星虹、アイドル
- 2月17日 - 安斉星来、女優、ファッションモデル
- 2月19日 - 田島櫻子、Onephony、ファッションモデル、タレント、元Peel the Apple
- 2月20日 - 飯島緋梨、ファッションモデル
- 2月20日 - 島野愛友利、女子野球選手
- 2月21日 - 宇田川桜夢、ラストアイドル
- 2月22日 - 粟飯原龍之介、プロ野球選手
- 2月22日 - 竹本くるみ、HKT48
- 2月22日 - 石山咲良、Juice=Juice
- 2月22日 - 福澤希空、俳優、歌手 (WATWING)
- 2月23日 - 大西風雅、ジャニーズJr. (Lil かんさい)
- 2月23日 - 森本茉莉、日向坂46
- 2月23日 - 山口陽世、日向坂46
- 2月23日 - 絵森彩、声優、アイドル
- 2月26日 - 小島はな、アメフラっシ、浪江女子発組合、元3B junior
- 2月27日 - 本田珠由記、≠ME
- 2月28日 - 北川拓実、ジャニーズJr. (少年忍者)
- 2月28日 - 和泉芳怜、PiXMiX
- 2月29日 - 鴨打瑛二、プロ野球選手

### 3月
- 3月3日 - 一宮希帆、AV女優
- 3月8日 - 江口凛、柔道選手
- 3月10日 - 西岡星汰、俳優、Team Mecury From Zero PLANET
- 3月11日 - 久家心、子役
- 3月11日 - 佐佐木一心、元ラストアイドル
- 3月12日 - 江崎ひかる、Kep1er
- 3月12日 - 粕谷音、ファッションモデル、タレント
- 3月13日 - 寺田陽菜、元NGT48
- 3月13日 - 安井南、女優、インフルエンサー
- 3月16日 - 北川莉央、モーニング娘。
- 3月17日 - 月城日花、声優
- 3月18日 - 日向亘、俳優
- 3月19日 - 鈴木心緒、タレント
- 3月20日 - 岩野桃亜、フィギュアスケート選手
- 3月20日 - 妹尾紗香、女子バレーボール選手
- 3月22日 - 永野恵、元AKB48
- 3月22日 - 籾山ひめり、高嶺のなでしこ、元ラストアイドル
- 3月23日 - 岡﨑彪太郎、ジャニーズJr. (Lil かんさい)
- 3月25日 - 竹内カンナ、歌手 (821)
- 3月26日 - リマ、NiziU
- 3月27日 - 園田乃彩、ファッションモデル、タレント
- 3月27日 - 達孝太、プロ野球選手
- 3月27日 - 鶴崎仁香、日向坂46
- 3月29日 - 三代祥貴、プロ野球選手
- 3月30日 - 栗田桃花、モデル、女優
- 3月31日 - 濱田ここね、女優

### 4月
- 4月2日 - 小川桜花、女優、歌手 (Girls2)、ダンサー
- 4月2日 - 永田詩央里、≠ME
- 4月2日 - 本城珠莉亜、元ラストアイドル
- 4月2日 - 本間菜穂、女優、アイドル、元いちごみるく色に染まりたい。
- 4月2日 - 吉岡千波、女優
- 4月2日 - 武内愛莉、PiXMiX
- 4月3日 - 坂倉花、声優
- 4月5日 - ハルト、TREASURE
- 4月7日 - みとゆな、モデル、タレント
- 4月8日 - 市井結夏、AV女優
- 4月8日 - 坂本結菜、タレント
- 4月9日 - 辻井和奏、キックボクサー
- 4月10日 - わたなべちひろ、ミュージシャン
- 4月12日 - 上村ひなの、日向坂46
- 4月13日 - 櫻井もも、≠ME
- 4月13日 - 熊谷ジェイコブス晶、バスケットボール選手
- 4月14日 - 酒井佑規、囲碁棋士
- 4月14日 - 川端結愛、ファッションモデル
- 4月15日 - 松村和哉、俳優 (EBiDAN)、歌手 (SUPER★DRAGON)
- 4月19日 - 宮本龍之介、俳優、モデル
- 4月20日 - 石栗奏美、OCHA NORMA
- 4月20日 - 進藤あまね、声優
- 4月21日 - 清水叶人、プロ野球選手
- 4月21日 - 山浅龍之介、プロ野球選手
- 4月22日 - 吉柳咲良、女優
- 4月22日 - 當間琉巧、ジャニーズJr. (Lil かんさい)
- 4月23日 - 横井咲桜、卓球選手
- 4月28日 - 柴崎楽、俳優 (EBiDAN)、歌手 (SUPER★DRAGON)
- 4月30日 - 米村姫良々、OCHA NORMA

### 5月
- 5月2日 - 馬場彩華、元HKT48
- 5月3日 - 嵐莉菜、モデル、タレント
- 5月4日 - 谷花音、女優、タレント、元子役
- 5月6日 - 桜ひなの、いぎなり東北産
- 5月9日 - 奥森皐月、女優、モデル、タレント、元子役
- 5月9日 - 浜野まいか、女子サッカー選手
- 5月12日 - 澤田奏音、元SKE48
- 5月14日 - 俵積田晃太、サッカー選手
- 5月17日 - 愛敬淳希、歌手
- 5月17日 - 三野宮鈴、グラビアアイドル、タレント
- 5月20日 - 杢代和人、アイドル、原因は自分にある。
- 5月22日 - 内山あや、女流棋士
- 5月23日 - 新谷野々花、元STU48
- 5月24日 - 齋藤陽菜、元AKB48
- 5月25日 - 志田こはく、女優、グラビアアイドル
- 5月25日 - 奏来花、女優、モデル
- 5月27日 - 斉藤優汰、プロ野球選手
- 5月29日 - 永井結海、Little Glee Monster
- 5月29日 - 聖富士哲平、大相撲力士

### 6月
- 6月1日 - 本田望結、女優、タレント、フィギュアスケート選手、元子役
- 6月3日 - 高塩隼生、サッカー選手
- 6月5日 - 藤本ばんび、元ときめき宣伝部
- 6月6日 - 田中晴也、プロ野球選手
- 6月8日 - 筒井あやめ、乃木坂46
- 6月8日 - 茨木秀俊、プロ野球選手
- 6月11日 - 瀬戸の海龍昇、元大相撲力士
- 6月14日 - 吉田爽葉香、モデル、@onefive、元さくら学院
- 6月14日 - 晴野なち、女優
- 6月15日 - 大塲駿平、声優、俳優
- 6月15日 - 夏目璃乃、ファッションモデル
- 6月16日 - 齋藤璃佑、俳優
- 6月17日 - 鈴木福、俳優、元子役
- 6月17日 - 東廉太、サッカー選手
- 6月19日 - 夏目咲莉愛、元Lily of the valley
- 6月23日 - 芦田愛菜、女優、タレント、元子役
- 6月24日 - 佐藤綺星、AKB48
- 6月26日 - 小越春花、元NGT48
- 6月27日 - 川平聖、元HKT48
- 6月28日 - 平美乃理、ファッションモデル
- 6月30日 - 長村晃宏、大相撲力士

### 7月
- 7月1日 - 西村瑠伊斗、プロ野球選手
- 7月1日 - 桑島海空、グラビアアイドル
- 7月3日 - 花田優里音、女優
- 7月4日 - 大友樹乃、ファッションモデル
- 7月6日 - 天野心愛、声優、元子役
- 7月6日 - 茅島みずき、女優、モデル
- 7月6日 - 坂本拓己、プロ野球選手
- 7月6日 - 松尾汐恩、プロ野球選手
- 7月8日 - 堀内陽太、サッカー選手
- 7月8日 - 安村真奈、ファッションモデル
- 7月8日 - アヤコノ、ベーシスト
- 7月8日 - JO、&TEAM
- 7月10日 - 門別啓人、プロ野球選手
- 7月12日 - 井内悠陽、俳優
- 7月18日 - 奥智哉、俳優
- 7月20日 - 折田涼夏、YouTuber、TikToker
- 7月20日 - 葵るり、ukka
- 7月20日 - 西條妃華、女優
- 7月23日 - 窪田七海、OCHA NORMA
- 7月25日 - 小田倉麗奈、櫻坂46
- 7月27日 - 小見山沙空、元NGT48
- 7月29日 - 大谷悠妃、元SKE48
- 7月29日 - 須田萌里、総合格闘家

### 8月
- 8月2日 - 熊田直紀、サッカー選手
- 8月3日 - 木原美悠、卓球選手
- 8月6日 - 大野稼頭央、プロ野球選手
- 8月6日 - 石塚瑶季、日向坂46
- 8月7日 - 石井蘭、女優、歌手 (ME:I、元Girls2)、ダンサー
- 8月7日 - 瑚々、女優、ファッションモデル
- 8月7日 - 渡部葉月、体操選手
- 8月10日 - 山添愛海、プロレスラー
- 8月10日 - 古舘葵、元NGT48
- 8月11日 - 下川恭平、俳優
- 8月12日 - ミイヒ、NiziU
- 8月13日 - 北野颯太、サッカー選手
- 8月15日 - 琉悪夏、プロレスラー
- 8月15日 - 岸帆夏、元日向坂46
- 8月17日 - 牛奥小羽、体操選手
- 8月17日 - 瀬戸桃子、声優
- 8月18日 - 村井優、櫻坂46
- 8月18日 - 井上音生、女優
- 8月23日 - 藤田大清、プロ野球選手
- 8月24日 - 石橋陽彩、声優、歌手
- 8月28日 - 藤平華乃、@onefive、元さくら学院
- 8月31日 - 藤平美香、Little Glee Monster

### 9月
- 9月1日 - 石井薫子、女優、タレント
- 9月2日 - 峯吉愛梨沙、元STU48
- 9月3日 - 中川千尋、元アップアップガールズ（2）
- 9月3日 - 大塚一佐、プロアイスホッケー選手
- 9月4日 - 古賀康誠、プロ野球選手
- 9月6日 - 深川瑠華、声優
- 9月7日 - 有友緒心、@onefive、元さくら学院
- 9月11日 - 海老根優大、社会人野球選手
- 9月11日 - 野咲美優、ファッションモデル
- 9月12日 - 大久保琉唯、キックボクサー
- 9月14日 - 汐谷友希、モデル
- 9月15日 - 宮下咲、モデル、女優、タレント
- 9月16日 - 三好佑季、女優、元Shibu3 project、元magical2
- 9月16日 - 今尾侑夕、歌手
- 9月16日 - 日髙暖己、プロ野球選手
- 9月19日 - 森下瑠大、プロ野球選手
- 9月22日 - 内田湘大、プロ野球選手
- 9月25日 - 小林星蘭、女優、タレント、元子役
- 9月27日 - 大信田美月、≒JOY
- 9月27日 - 薄倉里奈、歌手、女優、モデル
- 9月28日 - 工藤由愛、Juice=Juice

### 10月
- 10月2日 - 竹内ななみ、SUPER☆GiRLS
- 10月3日 - 小西夏菜実、日向坂46
- 10月3日 - 高尾楓弥、アーティスト (BUDDiiS)
- 10月4日 - 森下舞羽、元STU48
- 10月5日 - 内藤鵬、プロ野球選手
- 10月6日 - ＃KTちゃん、アーティスト
- 10月10日 - 松生理乃、フィギュアスケート選手
- 10月12日 - 松井奏凪人、大相撲力士
- 10月12日 - 平塚紗依、声優
- 10月14日 - 渡邉蒼、俳優
- 10月15日 - 川村あんり、フリースタイルスキー選手
- 10月16日 - 三谷麟太郎、俳優
- 10月18日 - 今井礼夢、プロレスラー
- 10月18日 - 福田真琳、つばきファクトリー
- 10月18日 - 渡部愛加里、元HKT48
- 10月19日 - 菊地姫奈、グラビアアイドル
- 10月20日 - 岡村美波、BEYOOOOONDS
- 10月20日 - 相川奏多、声優
- 10月22日 - 佐久間彩加、歌手
- 10月22日 - 福山萌叶、元≒JOY
- 10月22日 - 町田恵里那、ファッションモデル
- 10月23日 - 下北姫菜、歌手
- 10月24日 - 前川莉珠、グラビアアイドル、女優
- 10月26日 - 塚本恋乃葉、タレント
- 10月29日 - 中山ひなの、女優
- 10月31日 - 河辺愛菜、フィギュアスケート選手

### 11月
- 11月4日 - 酒寄楓太、歌手、ダンサー
- 11月5日 - 林愛望、トライアスロン選手、陸上競技選手
- 11月7日 - 小田柚葉、女優、歌手 (Girls2)、ダンサー、声優
- 11月7日 - 村瀬心椛、スノーボーダー
- 11月7日 - 星乃夢奈、YouTuber、ファッションモデル
- 11月8日 - 吉池隆真、将棋棋士
- 11月10日 - 宮原和、女優、競技かるた選手
- 11月10日 - 土肥幹太、サッカー選手
- 11月13日 - 安西叶翔、プロ野球選手
- 11月18日 - 齋藤響介、プロ野球選手
- 11月19日 - 上妻ほの香、イロハサクラ、元SKE48
- 11月20日 - 隅谷百花、女優、歌手 (Girls2)、ダンサー
- 11月20日 - 片田陽依、女優
- 11月22日 - 泉綾乃、NMB48
- 11月24日 - 浅野翔吾、プロ野球選手
- 11月26日 - 齋藤樹愛羅、=LOVE
- 11月29日 - 大東立樹、俳優
- 11月29日 - 山岡雅弥、グラビアアイドル
- 11月30日 - 立仙百佳[19]、元アイドル、元STU48

### 12月
- 12月1日 - 大越ひなの、乃木坂46
- 12月3日 - 大葉みらい、アイドル (HelloYouth)
- 12月3日 - 黒川桃花、女優
- 12月3日 - 田中きずな、プロレスラー
- 12月6日 - 大瀧沙羅、グラビアアイドル
- 12月8日 - DJ RENA、DJ
- 12月10日 - 新音、ファッションモデル、女優
- 12月13日 - 鈴野いおり、モデル、女優
- 12月15日 - 一ノ瀬陽鞠、モデル
- 12月19日 - 中村雪音、元ザ・コインロッカーズ
- 12月20日 - 菅田愛貴、超ときめき♡宣伝部
- 12月22日 - 浅井恋乃未、櫻坂46
- 12月22日 - 清野桃々姫、BEYOOOOONDS
- 12月27日 - 雪月心愛、CROWN POP
- 12月28日 - 泉真凜、シンガーソングライター
- 12月30日 - 奥脇莉音、テニス選手
- 12月30日 - 太田咲雪、陸上競技選手

### 人物以外
- 1月5日 - アトム、猫（耳折れ兄弟）（+ 2013年）
- 3月2日 - モモ、ゾウ（+ 2005年）
- 12月3日 - ゴーゴ、ホッキョクグマ
- 12月5日 - ルーク、猫（耳折れ兄弟）（+ 2014年）